# Leioproctus eremites
Leioproctus eremites is een vliesvleugelig insect uit de familie Colletidae. De wetenschappelijke naam van de soort is voor het eerst geldig gepubliceerd in 1990 door Houston.